# Brooklyn Boogie
Pour plus de détails, voir Fiche technique et Distribution.
Brooklyn Boogie (Blue in the Face) est un film américain réalisé par Paul Auster et Wayne Wang, sorti en 1995.

## Synopsis
Se situant dans la continuité immédiate de Smoke, Brooklyn Boogie n'en constitue pas véritablement la suite. Ce film se présente comme un défilé de personnages hauts en couleur (et parfois très connus), à l'intérieur du débit de tabac tenu par Auggie Wren (voir Smoke). Tourné en quelques jours, il est cependant le résultat de plusieurs mois de montage, et reflète l'affection particulière de l'écrivain américain Paul Auster pour le quartier de Brooklyn et ses habitants.

## Fiche technique
- Titre : Brooklyn Boogie
- Titre original : Blue in the Face
- Titre québécois : La Tabagie en folie
- Réalisation : Paul Auster et Wayne Wang
- Scénario : Paul Auster et Wayne Wang
- Production : Greg Johnson, Harvey Keitel, Hisami Kuroiwa, Peter Ross Newman, Diana Phillips, Bob Weinstein et Harvey Weinstein
- Photographie : Adam Holender
- Montage : Christopher Tellefsen
- Musique : John Lurie
- Pays d'origine : États-Unis
- Format : Couleurs - 1,85:1 - Dolby
- Genre : comédie
- Durée : 83 minutes
- Date de sortie :
  - États-Unis : 13 octobre 1995
  - France : 3 janvier 1996

## Distribution
- Harvey Keitel (VF : Bernard-Pierre Donnadieu) : Auggie Wren
- Victor Argo (VF : Michel Fortin) : Vinnie
- Giancarlo Esposito (VF : Greg Germain) : Tommy Finelli
- Lou Reed (VF : Michel Papineschi) : L'homme aux étranges lunettes
- Mel Gorham (en) : Violet
- Jim Jarmusch : Bob
- Roseanne Barr (VF : Monique Thierry) : Dot
- Jared Harris : Jimmy Rose
- Malik Yoba (VF : Emmanuel Jacomy) : Le vendeur de montres
- Stephen Gevedon : Dennis
- José Zúñiga  : Jerry
- Michael J. Fox (VF : Vincent Violette) : Pete Maloney
- Peggy Gormley : Sue
- Lily Tomlin : La mangeuse de gaufres
- Madonna (VF : Marie-Christine Darah) : Le télégramme chantant
- Mira Sorvino (VF : Rafaele Moutier) : La jeune femme volée
- Keith David : Jackie Robinson
- RuPaul : Le danseur dans la rue
- Sharif Rashed : Le gamin voleur de sac